# Skolelinux
Skolelinux — операционная система, предназначенная для использования в образовательных учреждениях и основанная на Debian GNU/Linux (поэтому также называется Debian Edu).

## Особенности
Skolelinux состоит из свободного ПО с открытым исходным кодом, так и из закрытых компонентов. Предлагает четыре профиля для установки с компакт-диска (сервер, рабочая станция, компьютер в сети «клиент-сервер», а также профиль для автономных персональных компьютеров), что позволяет легко проектировать образовательную сеть.
Основные цели операционной системы Skolelinux:
- предоставить возможность организации качественного обучения с применением современных информационных технологий;
- создать дистрибутив Linux специально для образовательных учреждений (школ), в соответствии с их потребностями и ресурсами;
- упростить поддержку средств компьютерной коммуникации;
- использовать технологию тонкого клиента, позволяющего низкозатратно поддерживать образовательную сеть, в том числе на старых компьютерах;
- снизить издержки посредством применения свободного программного обеспечения и возможного использования морально устаревших ЭВМ;
- расширить поддержку национальных языков (в настоящее время поддерживаются все языки, доступные в ОС Debian GNU/Linux);
- содействовать в разработке и поставлять в составе ОС необходимые для школ компьютерные программы.

## История
Проект Skolelinux стартовал 2 июля 2001 г. в Норвегии, когда двадцать пять программистов и переводчиков согласились сотрудничать в направлении улучшения программного обеспечения в сфере образования. Впоследствии к ним присоединились разработчики из других стран. В 2003 г. проект поэтапно вошёл в состав Debian, участники проекта Skolelinux активно работали над debian-Installer. Первый выпуск ОС Skolelinux состоялся 20 июня 2004 г. В настоящее время Skolelinux также взаимодействует с другими проектами: LTSP, gnuLinEx, Edubuntu, K12LTSP, KDE, GNOME, Firefox и OpenOffice.org.